# Sumpf-Blutauge

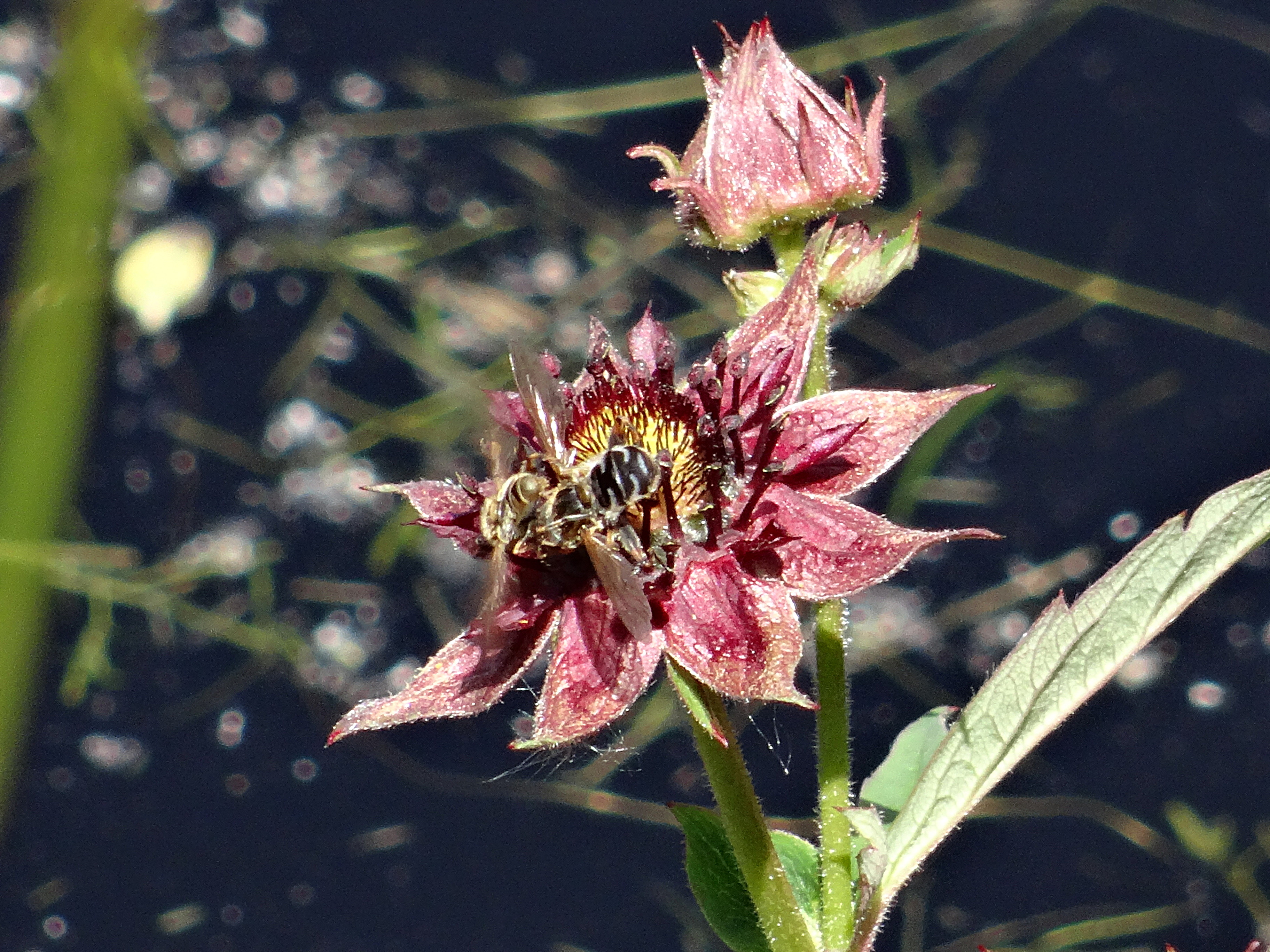
Sumpf-Blutauge mit Honigdrüsen und Sumpfschwebfliege

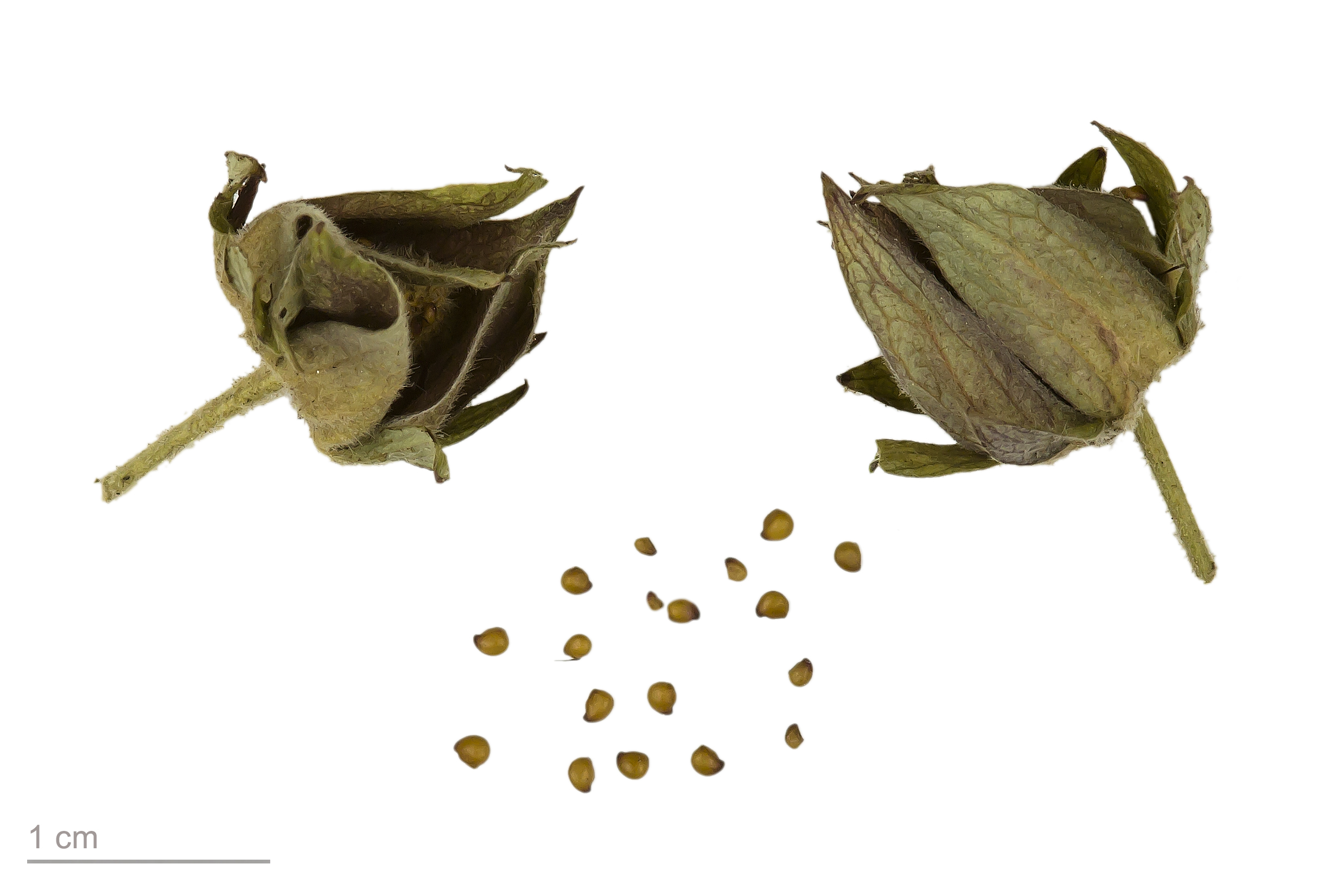
Comarum palustre

Das Sumpf-Blutauge (Potentilla palustris (L.) Scop., Syn.: Comarum palustre L.) ist eine Pflanzenart aus der Gattung der Fingerkräuter (Potentilla) in der Familie der Rosengewächse (Rosaceae). Es ist zirkumpolar verbreitet und besiedelt Flach- und Zwischenmoore.
Sie wurde von der Loki Schmidt Stiftung zur Blume des Jahres 2025 gewählt.

## Beschreibung
Das Sumpf-Blutauge ist eine ausdauernde krautige Pflanze, die Wuchshöhen von 20 bis 70 Zentimeter erreicht. Ihr kriechendes, verholztes Rhizom, von dem die blühenden und nichtblühenden Sprossachsen abzweigen, kann 1 Meter lang werden. Die niederliegenden bis aufsteigenden Stängel sind flaumig bis zottig behaart, beblättert und oben verzweigt. Die Stängelblätter sind fünf- bis siebenteilig gefiedert, die Fiedern sind nahezu fingerartig angeordnet, sägezähnig und bläulichgrün, manchmal rötlich überlaufen.
Der Blütenstand wird als locker trugdoldig bezeichnet. Die zwittrigen, radiärsymmetrischen Blüten sind meist fünfzählig, selten siebenzählig. Die grünen, schmal-lanzettlichen Außenkelchblätter sind halb so lang wie die breit-lanzettlichen, zugespitzten Kelchblätter. Die fünf oberseits dunkel-rotbraunen, zusammenneigenden Kelchblätter sind doppelt so lang wie die Kronblätter, sie vergrößern sich bis zur Fruchtreife. Die fünf purpurfarbenen Kronblätter sind 3 bis 8 Millimeter lang und schmal. Die 20 Staubblätter sind schwarz-purpurfarben. Die Blütezeit liegt zwischen Juni und Juli (August).
Zur Fruchtreife ist der Kelch verdickt und der Außenkelch bleibt bestehen. Die zahlreichen 1,5 mm langen Früchtchen sind glatt und glänzend und besitzen eine hakig gekrümmte Spitze.
Die Art hat die Chromosomenzahl 2n = 28, 42 oder 64.

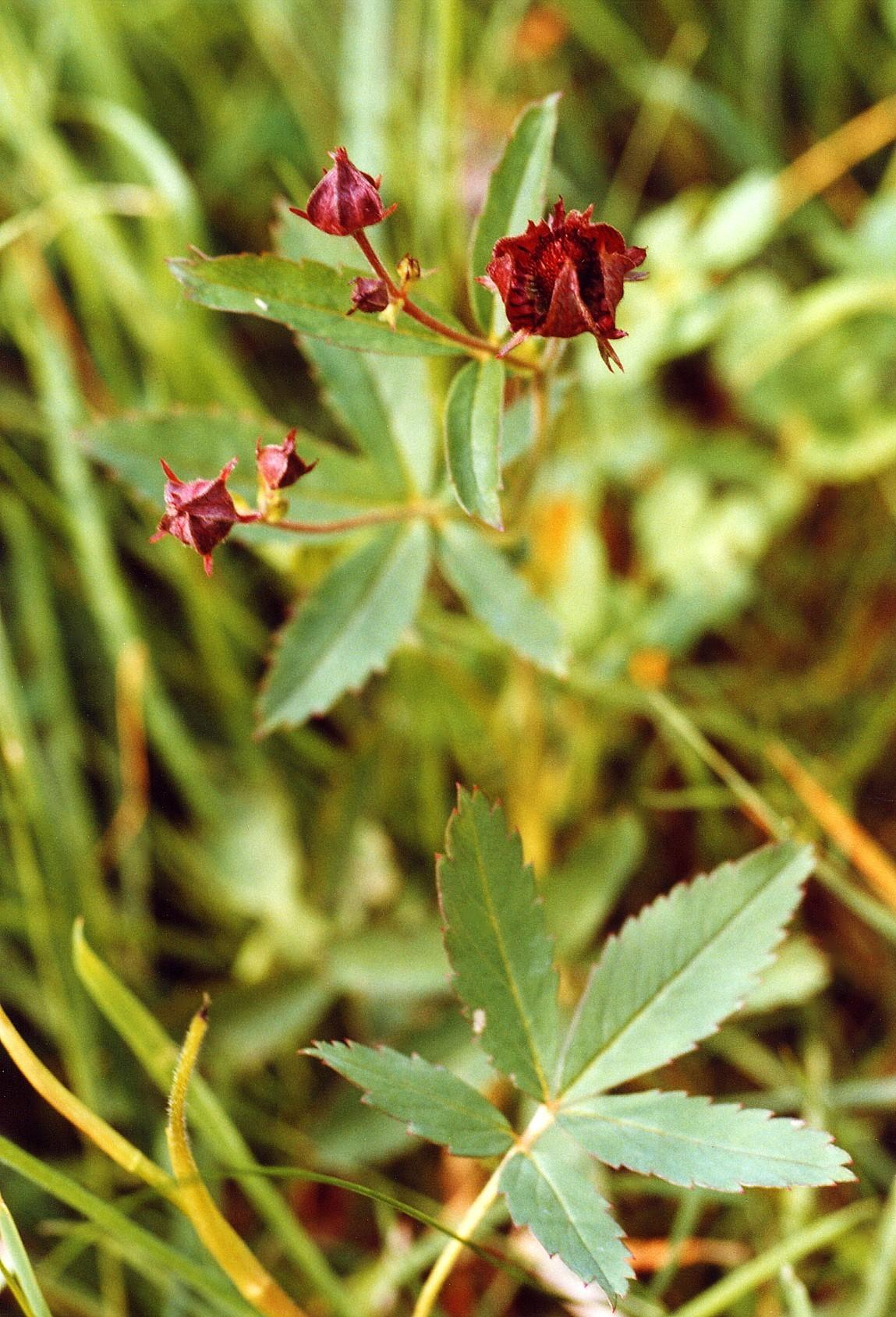
Stängelblatt, Knospen

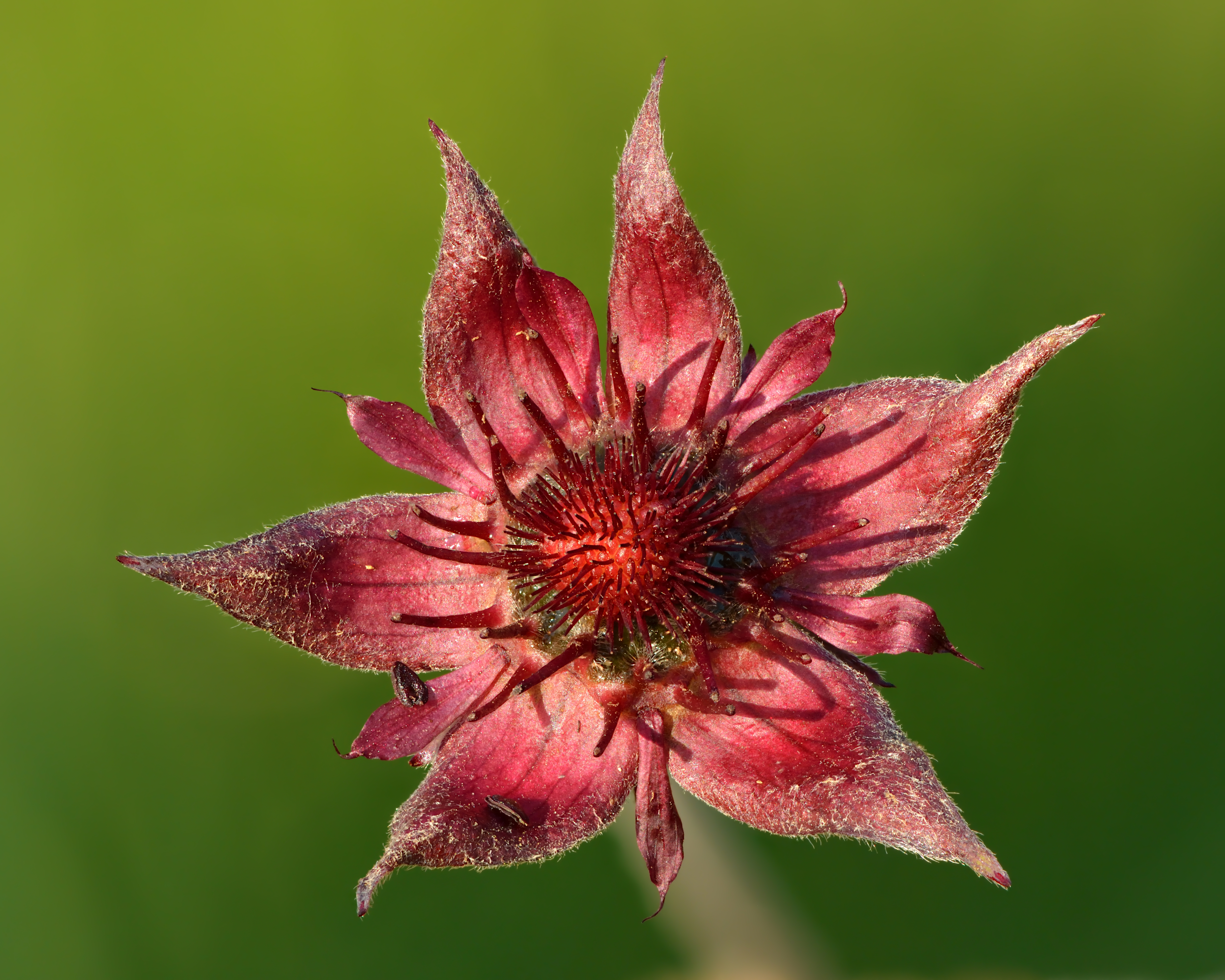
Blüte

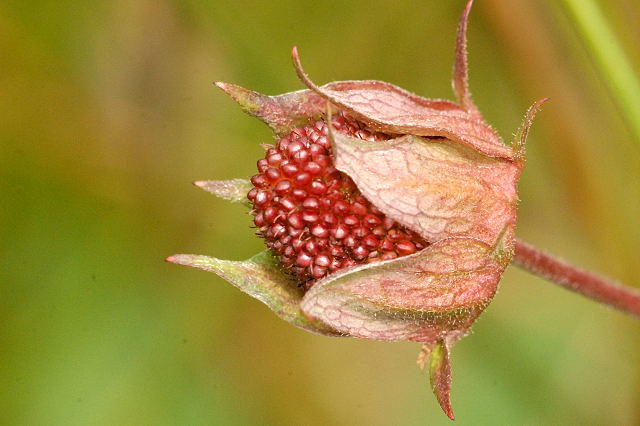
Frucht

## Ökologie
Das Sumpf-Blutauge ist ein krautiger Chamaephyt oder ein Hemikryptophyt.
Die Blüten sind vormännliche „Nektar führende Scheibenblumen“. Der auffällig gefärbte, vergrößerte Kelch fungiert als Schauorgan. Von einer scheibenförmigen Honigdrüse wird Nektar zwischen Staubblättern und Fruchtboden ausgeschieden, der Fliegen, Bienen und Hummeln zur Bestäubung anlockt.
Die zur Fruchtzeit erdbeerähnlich aufgedunsene, aber nicht fleischige und sich meist nicht von der Blüte abtrennende Blütenachse trägt sehr viele Nüsschen, die sich einzeln ablösen. Es erfolgt Klettausbreitung durch Wasservögel. Da die Fruchtwände ein zartes Schwimmgewebe besitzen, kommt es auch zur Schwimmausbreitung mit einer Schwimmdauer von bis zu zwölf Monaten. Die Fruchtreife findet von August bis Oktober statt.
Vegetative Vermehrung erfolgt durch abgerissene Stängel- oder Rhizomabschnitte, die sich auf feuchtem Boden leicht bewurzeln.

## Vorkommen
Das Sumpf-Blutauge ist in Europa, Sibirien, Island, Grönland und Nordamerika verbreitet.
Es kommt zerstreut vor, vom Tiefland bis ins Gebirge und besiedelt vor allem Nieder- und Zwischenmoore sowie allgemein nasse, zeitweilig überflutete, mäßig saure Torf- und Schlammböden. Mit Vorliebe werden offene Schlammstellen bewachsen, wo die Art mit ihrem langen „Wurzelstock“ genügend Raum hat, sich auszubreiten. Auch in Schwingrasen findet sie sich ein und bildet allmählich einen schwankenden Teppich auf der Wasseroberfläche von moorigen Gewässern. Es ist in Mitteleuropa eine schwache Caricion-lasiocarpae-Verbandscharakterart, kommt aber auch in Gesellschaften des Magnocaricion vor.
Das Sumpf-Blutauge steht wegen seiner Spezialisierung auf den stark bedrohten Lebensraumtyp Moor in vielen Regionen auf der Roten Liste.
Im Allgäu steigt das Sumpf-Blutauge am Hochalpsee beim Widderstein in Vorarlberg bis zu 1960 m Höhe auf.

## Systematik
Diese Art wurde 1753 von Carl von Linné als Comarum palustre erstveröffentlicht. Der gegenwärtig akzeptierte Name Potentilla palustris (L.) Scop. wurde 1771 von Giovanni Antonio Scopoli veröffentlicht.

## Nutzung
Das Rhizom enthält sehr viele Gerbstoffe und einen roten Farbstoff. Dieser wurde früher gegen Durchfall verwendet sowie zum Gerben und Rotfärben eingesetzt.